# اکسل ونر-گرن

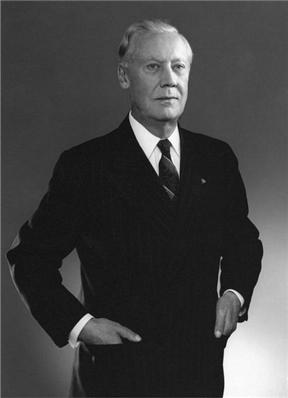
اکسل ونر-گرن

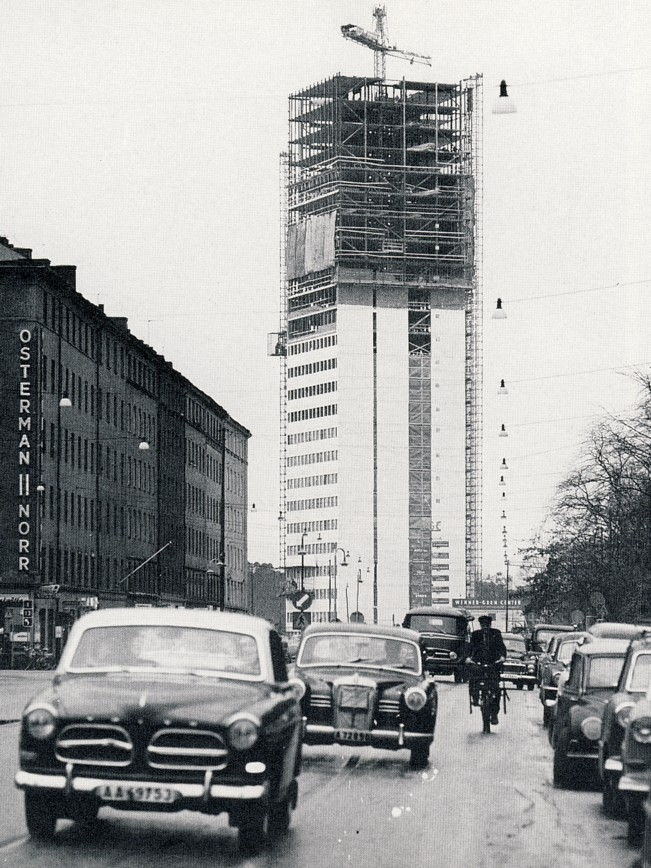
مرکز ونر-گرن، استکهلم، ۱۹۶۰

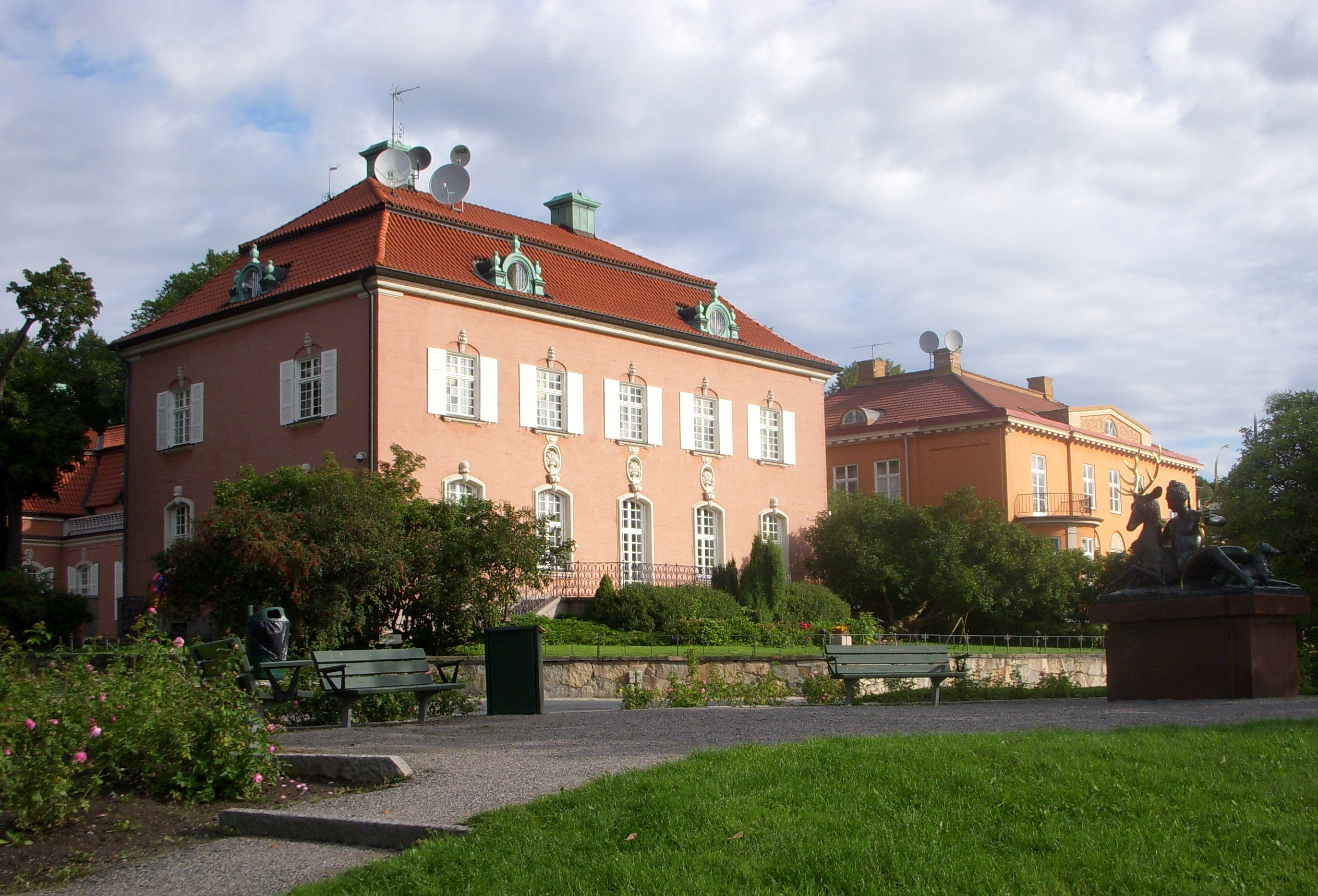
«کاخ ونر-گرن»، دیپلماتستادن، استکهلم، ۲۰۰۸

اکس لنارت ونر-گرن (زاده ۵ ژوئن ۱۸۸۱ – درگذشته ۲۴ نوامبر۱۹۶۱) یک کارآفرین سوئدی و یکی از ثروتمندترین مردان جهان در دهه ۱۹۳۰ بود.

## اوایل زندگی
گرن در تاریخ۵ ژوئن ۱۸۸۱ در ادوالا، شهری در ساحل غربی سوئد متولدشد. وی چهارمین فرزند از ۶ فرزند (۴دختر و ۲پسر) بود که از لئونارد و آلیس ونر-گرن بسیار کوچکتر (با اسم خانوادگی آلبین) متولدشد، اگرچه فقط سه نفر از آنها تا بزرگسالی رشد کردند، خود اکسل، خواهر بزرگش آنا، و کوچکترش. برادر هوگو پدرش صاحب مزرعه بزرگی بود و همچنین با موفقیت، الوار را به انگلستان صادر کرد که پول زیادی به خانواده داد.
ونر-گرن بعداز طی نمودن دوران تحصیل در اودوالا، به گوتنبرگ مهاجرت نمود و در آن محل به مدت پنج سال در شرکت واردکننده ادویه عموی مادریش مشغول به کار شد. در طول این زمان، وی انگلیسی، فرانسوی و آلمانی را در مدرسه محلی برلیتز و موسیقی را در انجمن مسیحی مردان جوان بومی یادگرفت. در سال ۱۹۰۲، در ۲۱ سالگی، سوئد را برای ادامه تحصیل در آلمان ترک نمود. وی ابتدا در شهر دانشگاهی گریفسوالد تحصیل نمود و در آن محل دوره‌های تابستانی را گذراند و سپس به برلین رفت و در آنجا در فرهنگستان بازرگانی برلینر تحصیل کرد و خیلی زودتر از حد معمول از آن فارغ‌التحصیل شد.

## حرفه
بعد از زمانی دشواری، وی با شرکت تابعه آلمانی آلفا لاوال تفکیک کننده کار پیدا نمود و در آن محل مهارت‌های خود را به عنوان یک فروشنده توسعه داد، قبل از اینکه در سال ۱۹۰۴ برای کار فروش ماشین‌آلات کشاورزی در نزدیکی اشتوتگارت که با حمایت مالی پدرش، اولین شرکت مالی او شده بود، کار را ترک کرد.
در تاریخ۱۹۰۸، او به آمریکا سفر نمود و در آن محل با موتورهای کشاورزی آشنا شد و در همان سال به اروپا برگشت. وقتی که در سال ۱۹۰۸ در وین بود، جاروبرقی سانتو را در مغازه گوستاف پالن دید که حق توزیع آنان در سراسر اروپا را داشت. بعداز اینکه در ابتدا نتوانست به تنهایی یک توزیع کننده اروپایی جاروبرقی سانتو شود، با لهستانی‌ها وارد شراکت شد و ۲۰درصد سهام شرکت را خریداری نمود.
وی در نخستین زندگی خود به‌طور مشخص با فردریک لیونگستروم همکاری کرد.
ونر-گرن از بینش نخستین خود حاکی بر اینکه جاروبرقی صنعتی را می‌توان برای مصرف‌های خانگی برابر سازی داد، ثروت بسیاری را کسب نمود. بلافاصله بعد از جنگ جهانی اول، وی شرکت روشنایی سوئدی (که در آن وقت لوکس نامیده می‌شد، ولی با پیشنهاد وی برای تغییر اسم آن به الکترولوکس) را متقاعد نمود که بعدها برای آن کار نمود (اعتماد از قرارداد برای نورپردازی مراسم افتتاحیه کانال پاناما، و نظایر. موفقیت‌ها)، برای خرید حق ثبت اختراع یک جاروبرقی خانگی. او خواست به جای جبران نقدی، سهام شرکت را بر اساس فروش جاروبرقی دریافت کند. پاک کننده الکترولوکس به قدری موفق بود که در اوایل دهه ۱۹۳۰، ونر-گرن مالک اکثریت الکترولوکس شد و این شرکت یک برند پیشرو در فناوری جاروبرقی و یخچال بود.
وی همچنین مزایای خود را به مالکیت روزنامه‌ها، بانک‌ها و تولیدکننده‌های اسلحه تغییر نمودو مقدار زیادی از دارایی‌های ایوار کروگر، سرمایه‌دار بی آبروی مسابقه‌های ایمنی را کسب نمود. در مکزیک در دهه ۱۹۳۰، او در اتحاد اقتصادی با ماکسیمینو آویلا کاماچو، مرد قدرتمند ایالت پوئبلا مکزیک، که برادرش مانوئل اویلا کاماچو در سال ۱۹۴۰ رئیس‌جمهور مکزیک شد.

## فهرست سیاه جنگ جهانی دوم
گزارش شده‌است که ونر-گرن رفیق هرمان گورینگ، همسر نخستش سوئدی بوده، و در انتهای دهه ۱۹۳۰ خود را راضی نمود که می‌تواند با ایفای نقش به اسم مجرای میان گورینگ و دولت‌های بریتانیا و آمریکا از جنگ جهانی آینده مانع شود. تلاش‌های وی ناموفق بود و کل طرف‌ها وی را بنام یک مزاحم خود تبلیغ‌کننده بدون تأثیر زیاد بر برنامه‌های رژیم نازی می‌دانستند. با این حال، دیگران به نقش وی در جنگ مشکوک هستند و از روش استفاده از بانک اصلی باهاما برای تأمین مالی نازی‌ها و دوستی وی با گورینگ به اسم مدرک فی نفسه حمایت خصوصی او از نازی‌ها یاد می‌کنند.
وی دلگیر به ملک وی در باهاما، در جزیره هاگ (جزیره بهشت فعلی) بازنشسته شد، محلی که دوستی وی را با فرماندار جزایر، دوک ویندزور، و پادشاه سابق بریتانیا، ادوارد هشتم، از سر گرفت. در نخستین جنگ شایعه دوستی وی با گورینگ و شکاک به همدردی آلمانی دوک باعث شد که آغاز آمریکایی‌ها و به دنبال آنان بریتانیایی‌ها وی را در لیست سیاه اقتصادی قرار دهند و آنان را قوی نمود که ثروت‌های وی را در ناسائو مسدود نمایند. با وجود ظاهر شدن قایق بادبانی <i id="mwVw">ساوترن کراس</i> (گسترده‌ترین قایق بادبانی جهان در آن وقت) به همراه کشتی‌های نیروی دریایی متفقین در این محل، ظن آنان مبنی بر اینکه ونر-گرن مسئول نازی بوده یا اصلاً وجود ندارد. از غرق شدن لاینر اس‌اس آتنیا در روز نخست جنگ. قایق بادبانی صلیب جنوبی ونر-گنر بیش از ۳۰۰ نفر از بازماندگان غرق شدن را نجات داد و تعدادی را به کشتی‌های متفقین در نزدیکی منتقل کرد و برخی دیگر به ایالات متحده ادامه دادند.

## سرمایه‌گذاری‌های دیگر

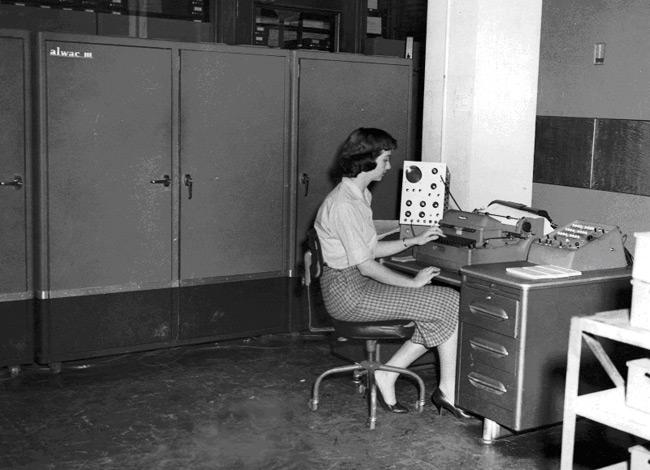
کامپیوتر الوک سوم

در دهه ۱۹۵۰، ونر-گرن نیز داخل تجارت نخست رایانه شد. برای پروژه راه‌آهنی که کالیفرنیا را به آلاسکا متصل می‌نمود، با گلن هاگن، که قبلاً مهندس هواپیمای نورثروپ بود، که تحقیق‌های لجستیک را در ساحل ردوندو در خارج از لس‌آنجلس بنیانگذاری کرده بود، در مرتبط بود و رایانه‌هایی را طبق حافظه درام مغناطیسی گسترش می‌داد. درماه نوامبر ۱۹۵۲، ونر-گرن به شرکت کمک نمود تا ادغام شود. وی به زودی شرکت را کنترل کرد و اسم آن را به الوک (رایانه اتوماتیک اکسل ال ونر-گرن) تغییر داد. الوک اول در سال ۱۹۵۳، الوک دوم و الوک سوم در سال ۱۹۵۴، الوک سوم-یی در سال ۱۹۵۵ استفاده شد در سال‌های ۱۹۵۶ و ۱۹۵۷، مدل الوک سوم-یی با داشتن قطعات کمتر و اقتصاد خوب، رقیب آی بی ام۶۵۰ در نظر گرفته شد، ولی به نظر می‌رسد بیش از ۳۰ دستگاه تحویل داده نشده‌است. بلافاصله بعد از این، ماشین‌های درام مغناطیسی با معرفی حافظه هسته مغناطیسی باطل گردیدند. در سال ۱۹۵۶ تعداد کارکنان سه برابر شد و به بیش از ۳۰۰ نفر رسید و شرکت به یک پارک صنعتی در هاثورن، کالیفرنیا منتقل گردید. ظهور ترانزیستور در صنعت الکترونیک در سال ۱۹۵۷ یک شوک مالی برای همه سازندگان کامپیوترهای لوله خلاء بود و در سال ۱۹۵۸ الوک در هاثورن بسته شد و کارمندان آن با کمک خود ونر-گرن با موفقیت توسط صنایع لیتون و اتونتیک استخدام شدند. چندین شرکت الکترونیکی کوچکتر طرح بعدی الوک 800 یک طرح شکست خورده بود که هرگز فراتر از نمونه اولیه نرفت و نه تنها از حافظه هسته بلکه از منطق مغناطیسی نیز استفاده کرد (ترکیبی از دیودهای نیمه هادی و هسته‌های مغناطیسی، رجوع کنید به. هیویت کرین)، و قراردادهای پیش فروش تقریباً شرکت را خراب کرد. توسعه در سال ۱۹۵۸ به سوئد منتقل شد. مدل بعدی به نام وگماتیک۱۰۰۰ که ارتقاء جزئی سوم-یی بود، در سال ۱۹۶۰ عرضه شد. تنها دوازده مورد تحویل داده شد و بخشی از آنان به دانشگاه‌ها تحویل داده شد، از قبیل یک بخش برای موسسه وایزمن در اسرائیل. در عوض آن، ونر-گرن چندین اسم افتخاری کسب نمود.
از دیگر علاقه‌های ونر-گرن، سیستم قطارهای مونوریل بود. شرکت وی، الوک، سیستم اصلی مونوریل دیزنی لند را در تاریخ۱۹۵۹ و سیاتل سنتر مونوریل را در تاریخ۱۹۶۲ ساخت. ونر-گرن به دلباختگی خود به پروژه‌های راه‌آهن سوداگرانه ادامه داد، چون با دبلیو ای سی بنت کانادایی برای احداث یک راه‌آهن در قسمت شمال از شاهزاده جورج به رودخانه صلح، سنگر کوه راکی و در نهایت آلاسکا، همکاری نمود. قسمت‌هایی از راه‌آهن توسط راه‌آهن بزرگ شرق اقیانوس آرام بعد از درگذشت ونر-گرن، از قبیل شعب هایبی‌نیاز فورت نلسون، احداث شد، اما این نشست نتایجی را به بار آورد که تا به امروز ادامه دارد. علاقه به شمال، موجی از پروژه‌های بزرگ صنعتی را در منطقه تحریک کرد: سد بنت که دره‌های وسیع، خطوط لوله گاز و کارخانه‌های تیلور، معادن زغال‌سنگ و کارخانه‌های خمیر را پر می‌کند.

## زندگی شخصی
در انتهای تاریخ۱۹۰۹، وقت برگشتن از سفر به آمریکا با یک کشتی ترانس آتلانتیک، با مارگریت گانتیه لیگت که درتاریخ ۱۵ اکتبر ۱۸۹۱ در کانزاس سیتی، میسوری متولدشد، ملاقات نمود. وی به همراه خواهرش، بازیگر، جین گانتیه به اروپا سفر می‌کرد تا آموزش موسیقی خود را به عنوان خواننده اپرا کامل نماید. بعداز یک عاشقانه کوتاه در دریا، آنان به لندن سفر نمودند، جایی که در ۱۴ دسامبر ۱۹۰۹ ازدواج کردند قبل از سفر به برلین جایی که او تحصیلات خود را به پایان رساند.

### صندوق وایکینگ‌ها
ونر-گرن همچنین صندوق وایکینگ را در تاریخ۱۹۴۱ بنیانگذاری نمود و وقف نمود، سازمانی که از تحقیق هایمردم‌شناسی حمایت می‌نمود. در تاریخ۱۹۴۱، وقف، آزمایشگاه تحقیق‌های هوانوردی ونر-گنر، که اکنون آزمایشگاه ونر-گرن در دانشگاه کنتاکی نامیده می‌شود، تأمین مالی کرد. از آن زمان این آزمایشگاه تمرکز خود را به مهندسی زیست پزشکی تغییر داده‌است. صندوق وایکینگ‌ها بعداً به بنیاد تحقیقات مردم‌شناسی ونر-گرن تغییر نام داد.